# Андеш Брайвик
Андеш Берин Брайвик (на норвежки: Anders Behring Breivik, ['ɑnːəʂ 'beːɾiŋ 'bɾæɪʋiːk]; по-рядко ['ɑndəʂ]) e норвежки масов убиец и терорист. Възгледите му се основават на антиислямизъм, ксенофобия и ултранационализъм.

## Предистория

### Ранни години
Брайвик е роден на 13 февруари 1979 година в Осло в семейството на Йенс Дейвид Брайвик, икономист и дипломат в Лондон и Париж, свързан с Работническата партия, и медицинската сетра Берин Венке. Отрасва в Осло с майка си. Родителите му се развеждат рано и той често и за дълго пребивава при баща си в Лондон и Париж. Когато е на 12 години, майка му се омъжва повторно за норвежки офицер. Завършва търговската гимназия в Осло, където се проявява като интелигентен и загрижен за другарите си ученик. В ранните си юношески години той е упорит художник на графити и част от хип-хоп общността в Западен Осло. Той взема много по-насериозно от своите другари рисуването на графити, за което е заловен няколко пъти от полицията и два пъти му е налагана глоба през 1995 година. Прекарва много време във фитнес тренировки с тежести, започва да използва анаболни стероиди. Грижи се много за външния си вид, за да изглежда голям и силен. Като навършва двадесет години, се подлага на козметична хирургия, в която коригира брадичката, носа и челото си, и е много доволен от резултата.
Освободен е от военна повинност в норвежката армия като „негоден за военна служба“ според преценката на наборната комисия. През 1997 г., на 18-годишна възраст, губи 2 милиона крони (около 370 000 щ. д.) на фондовия пазар. След 21-годишна възраст започва работа в отдела за обслужване на клиенти на една неназована компания, където работи с „хора от всички страни“ и е „любезен към всички“, според негов бивш колега, който го описа като „изключителен“, но близък негов приятел заявява, че той обикновено е с голямо его и лесно се дразни „от тези с произход от Близкия изток или Южна Азия“. С часове играе на стрелковите компютърни игри Modern Warfare 2 и World Of Warcraft.

### Зряла възраст
Твърди, че от 2002 г. (на 23-годишна възраст) започва деветгодишен план за финансиране на атаките, като по време на работа в компанията за обслужване на клиенти основава свой собствен бизнес в компютърното програмиране и неговата компания нараства до шест служители и няколко офшорни банкови сметки. Прави първия си милион крони на възраст от 24 години. Фирмата по-късно е обявена в несъстоятелност и за него се съобщава за няколко нарушения на закона. След това се премества обратно в дома на майка си, за да спести пари. Неговите декларирани в Норвегия активи през 2007 г. са около 630 хил. норвежки крони, но Брайвик твърди, че до 2008 г. той разполага с около 2 млн. крони и девет кредитни карти.
През 2009 г. посещава Прага в опит да купи незаконни оръжия, но решава да ги получи като следва законните канали в Норвегия. Там законно се снабдява с един полуавтоматичен 9-милиметров пистолет Глок-17 чрез членството си в стрелкови клуб и полуавтоматична карабина Ruger Mini-14, като притежател на ловен билет.
В края на юни и началото на юли 2011 г. се премества на юг в района на село Оста (Åsta) в община Омут (Åmot), окръг Хедмарк (Hedmark), на около 140 km североизточно от Осло, където се намира фермата му. Както той признава в своя манифест, той използва земеделската си компания за законно получаване на големи количества изкуствени торове и други химикали за производството на взривни вещества. Първо купува малко количество експлозив от онлайн магазин, базиран в Полша, но само през май земеделските доставчици продават на компанията му шест тона химически торове. Описва първите си експерименти с експлозиви, както и подробности от успешен тест на детонация на отдалечено място на 13 юни 2011 г. и цинично определя цената на подготовката за атентатите на 317 хил. евро: „130 000 от джоба си и 187 500 евро загубени приходи за период от три години“.

### Политически манифест
Програмното му писание е „Европейска декларация за независимост – 2083“ от 1518 страници, но той призна в съда, че това са най-вече компилирани текстове, писани от други хора в интернет. Файлът с Европейската декларация за независимост е разпространен по имейл до 1003 адреси, 90 минути преди взривовете в Осло. Определя термина „културен марксизъм“, който заедно с либерализма и мулти-културализма, прокарван от Европейския съюз, са проводници на заплахата от ислямско господство над Европа, ислямизацията и арабизацията ѝ и превръщането ѝ в „Еврабия“. Обвинява европейските фактори в планирането на културен геноцид, масово преселение на мюсюлмани и обявява необходимостта от „превантивна атака срещу предателите“, срещу деконструкцията на норвежката етническа група и деконструкцията на норвежката култура. Счита се за рицар, посветен на спиране на вълната от мюсюлмански имигранти в Европа. Позовава се многократно на публикациите на американския евреин антиислямист – Робърт Брус Спенсър, на британската еврейка от египетски произход Бат Йеор, създала термина „Еврабия“, сръбската националистка Среча Трифкович, подвизаваща се в САЩ, австралийският про-расист Кийт Уиндсчътъл (Windschuttle), норвежкия блогър антиислямист Фюрман (Fjordman, истинско име Педер Аре Ньощвол Йенсен), американската неоконсерваторка Памела Гелър, оглавяваща групата SION (Stop Islamization of Nations), фламандския национал-сепаратист и антиислямист Конраад Елст, на про-израелския американски антиислямист Даниъл Пайпс и шведския експерт по ислямски тероризъм Маунус Раншторп. Говори с възхищение за антиислямката Аян Хирси Али, холандскиятеврофоб и ксенофоб Герт Вилдерс, американския антиислямист Брус Бауър и полско-немския еврейски консерватор Хенрик М. Бродер. Адмирира „монокултурализма“ на Япония и Корея и отказа им да приемат имигранти. Призовава всички „националисти“ да се присъединят в борбата срещу „културните марксисти – мултикултуралистите“. В „Европейската декларация“ Брайвик се застъпва за възстановяването на консервативното патриархално общество и за спасяване на европейската културна и етническа идентичност. Заявява се като загрижен не само за расата, а за западната юдео-християнска култура и въобща за християнството. Призовава хиндуистките националисти да прогонят мюсюлманите от Индия. Настоява за изчистване на всички мюсюлмани от Европа и депортирането им в Африка и Азия. Осъжда папа Бенедикт XVI за диалога с исляма: „Папа Бенедикт се е отказал от християнството и всички християнски европейци, той е страхлив, некомпетентен, корумпиран и нелегитимен папа.“ Следователно ще бъде необходимо, пише Брайвик, свалянето на църковната йерархия. Осъжда и християнска мисионерска дейност в Индия, тъй като ще доведе до „пълно унищожаване на индуистката вяра и култура“, и изразява подкрепа за движението „Хиндутва“ срещу индийските комунистически сили. Препоръчва да се следва стратегия за провокиране на ислямистките и марксистките екстремисти, което на свой ред да привлече повече хора към идеите му. Изучава методите на Ал Кайда и ислямистките терористични групи, също на ИРА, ЕТА и други. Прокламира, че трябва да се приемат методите на Ал Кайда, и европейците да се поучат от техния успех, за да се избегнат грешките. Възхищава се от Влад III Дракула (Влад Цепеш), Жак дьо Моле и Ян III Собиески.

### Политически схващания
Брайвик се присъединява към норвежката дясна либертарианска партия (Progress Party) през 1999 г., където през годините заема две позиции: председател на локалния младежки клон и член на борда на същия клон. Плаща последната си членска вноска през 2004 г. След атаката партията се дистанцира от неговите действия и идеи.
След залавянето си твърди, че е имал връзки с крайно-дясната организация „Английска лига за защита“ и е бил вдъхновен да създаде подобно движение в Норвегия, от организацията обаче отричат официални връзки и се дистанцират от неговите действия и идеология. След като такава партия бива действително създадена в Норвегия година след неговото предложение (през 2010), той става неин член под псевдоним. Бива изключен от партията от Лена Андреасен, когато тя поема ръководството, тъй като бил „твърде екстремен“ във възгледите си.
По време на делото Брайвик заявява, че негово вдъхновение са били неонацистки активисти, както и извършители на атаки срещу хора с леви политически възгледи и мюсюлмани, като нарича тези активисти „герои“. В манифеста си цитира множество неонацисти, както и някои консерватори, като споделя и тяхното вярване, че феминизмът е виновен за „ерозията“ на западния свят и че трябва да бъде възстановена патриархалната йерархична система. Казва, че е вдъхновен още от Япония, Южна Корея и Тайван като консервативни монокултурни държави, както и от лидера на Русия Владимир Путин, на който казва, че се възхищава.
Според Бенджамин Р. Тайтелбаум (Teitelbaum), етнограф и политически коментатор, множество точки от манифеста на Брайвик сочат, че той е имал притеснения не само относно културните промени, а и относно расовите. Поради това той го определя като бял националист.
Според Томас Хегхамар (Hegghammer) от норвежкия Научноизследователски център на Отбраната, идеологията на Брайвик „не се вписва точно в установените дясни идеологии, като бял супремасизъм, ултранационализъм или шовинизъм“, а е по-близко до някакъв нов „макронационализъм“ и „нова доктрина на цивилизационна война“.
Философът Ларс Гюл (Gule) характеризира Брайвик като „национал-консерватор, а не нацист“.

### Предизвестие за нападението
В своята „Европейска декларация за независимост – 2083“ той, освен че излага идеологията си, описва и планираните за утвърждаването ѝ атентати с взривяването на нает минибус Volkswagen Crafter, натоварен с 1160 kg игданит (ANFO), въоръжението – полуавтоматична карабина Ruger Mini-14 (най-близкото до армейските стандарти за въоръжения, позволено от закона в Норвегия за притежаване от граждански лица оръжие), полуавтоматичен пистолет Глок-34, бронежилетка, противопехотни шипове (caltrops) и полицейски опознавателни знаци.

## Нападението
В 15:25 централноевропейско време на 22 юли 2011 г. атакува с коли бомби, заредени с игданит, правителствения квартал на Осло, които нанасят сериозни щети, парализират града и убиват 8 души.
След това атакува лагер на младежката организация на Работническата партия на Норвегия на недалечния остров Ютьоя (Utøya), където с карабина Ruger Mini-14 и полуавтоматичен пистолет Glock 17 разстрелва 69 младежи активисти на партията, сред които едно дете на 14 години и доведения брат на Мете Марит – крон принцесата на Норвегия. Убива при нападенията си общо 77 и ранява още 155 души, материалните и морални щети са колосални.
На 25 юли 2011 е обвинен по член 147, параграф А на норвежкия Наказателния кодекс за „дестабилизиране и унищожаване на основните функции на обществото“. Максималната присъда в страната е 21 години затвор, но е възможно и доживотно задържане в психиатрия. Задържан е в затвора Ила (Ila), където има на свое разположение три килии: една за да си почива, да спи и да гледа DVD или телевизионни филми, втора е създадена за него за работа с компютър без интернет връзка и трета, където му е осигурено оборудване за фитнес зала. Той посвещава времето си там да пише на свои съмишленици. На 16 април 2012 г. в Съдебната палата на Осло, под юрисдикцията на Окръжен съд на Осло, е даден ход на процеса. След характерния за него поздрав със свит десен юмрук и изпъната ръка Брайвик заявява:
| „             | Признавам извършването на тези деяния, но не и наказателната отговорност. | “ |
| Андеш Брайвик |                                                                           |   |

Заявява също, че съдът е нелегитимен.